# Rudolf von Ficker
Rudolf von Ficker (do roku 1919 Rudolf Ritter Ficker z Feldhaus) (11. června 1886 Mnichov, Německo – 2. srpna 1954 Igls, dnes součást Innsbrucku, Rakousko) byl rakouský muzikolog.

## Život
Syn historika Julia von Fickera, který byl roku 1885 povýšen do šlechtického stavu. Rudolf od roku 1905 studoval v Mnichově skladbu u Ludwiga Thuilleho a Waltra Courvoisiera. Ve studiu pokračoval v Ústavu hudební vědy na univerzitě ve Vídni u Guido Adlera. V roce 1913 získal doktorát a v roce 1920 se habilitoval docentem na univerzitě v Innsbrucku. V letech 1922–1923 pracoval na katedře jako mimořádný docent. Založil zde sbírku hudebních učebních pomůcek, která se později stala samostatným ústavem.
V roce 1927 byl jmenován profesorem ve Vídni. Dirigoval provedení gotické hudby u příležitosti oslav stého výročí narození Ludwiga van Beethovena ve Vídni, v roce 1927 a v roce 1929 v kapli vídeňského Hofburgu.
Od roku 1928 do roku 1938 byl členem Komise pro památky hudebního umění v Rakousku a v letech 1927–1931 členem Výkonné rady Mezinárodní muzikologické společnosti. Od roku 1931 byl nástupcem Adolfa Sandbergera na katedře muzikologie mnichovské univerzity. Po druhé světové válce se vrátil v roce 1948 do Innsbrucku. Od roku 1948 byl řádným členem Bavorské akademie věd .
Zemřel v Igls (nedaleko Innsbrucku) 2. srpna 1954.

## Dílo
Těžištěm práce Rudolfa von Fickera byla hudba středověku. Je považován za průkopníka výzkumu v této oblasti. Byl jedním ze spoluautorů 83 svazkového díla Denkmäler der Tonkunst in Österreich (Památky hudebního umění v Rakousku). Mezinárodní uznání získal za svůj výzkum Tridentských kodexů, jejichž sedmý svazek (TrentM 93) objevil v roce 1920.
Jeho pozůstalost je uložena v Brennerském archivu univerzity v Insbrucku.
Výběr z díla
- Die Chromatik im italienischen Madrigal des 16. Jahrhunderts Dissertation, Wien 1913.
- Beiträge zur Chromatik des 14. bis 16. Jahrhunderts, in: StMw 2 (1914).
- Die Kolorierungstechnik der Trienter Messen, in: StMw 7 (1920).
- Primäre Klangformen, in: Jahrbuch der Musikbibliothek Peters (1929).
- Polyphonic Music of the Gothic Period, in: MQ 15 (1929).
- Guido Adler und die Wiener Schule der Musikwissenschaft, in: ÖMZ 1 (1946).
- Epilog zum Faburdon, in: Acta Musicologica, Bd. 25, Heft 4 (Oct.-Dez. 1953), S. 127-131.
- The Transition on the Continent, in: New Oxford History of Music 3 (1960).
- Die Grundlagen der abendländischen Mehrstimmigkeit (nedokončeno).